# آلیسیا د لاروچا
آلیسیا د لاروچا (اسپانیایی: Alicia de Larrocha‎؛ ۲۳ مه ۱۹۲۳ – ۲۵ سپتامبر ۲۰۰۹) بانوی پیانونواز و آهنگساز اهل اسپانیا بود. او از اسطوره‌های پیانونوازی سدهٔ بیستم و برترین پیانیست اسپانیایی در عصر خود به‌شمار می‌رود.
د لاروچا علاوه بر کسب چندین جایزهٔ گرمی برندهٔ جوایزی همچون نشان زرین دولت کاتالونیا شده است. اجراهای مثال‌زدنی‌اش از آثار آیزاک آلبنیس و انریکه خرانادوس باعث محبوبیت بیشتر آنها شده است.